# Vrije slag
Vrije slag is een wedstrijdcategorie in de zwemsport. In deze categorie zijn er geen verplichtingen. Met andere woorden: iedere deelnemer aan een wedstrijd op de vrije slag kan de stijl (slag) kiezen die hij of zij prefereert. In de praktijk kiezen vrijwel alle zwemmers echter voor de borstcrawl, omdat deze voor de meesten de snelste zwemslag is.
In een wisselslag-estafette of bij de persoonlijke wisselslag moet het vrije slag gedeelte gezwommen worden op de borst, in om het even welke stijl behalve de schoolslag of vlinderslag. Maar ook daar wordt meestal borstcrawl gekozen.

## Regels in wedstrijdverband
Als de vrije slag wordt gezwommen in wedstrijdverband worden er een aantal regels gehanteerd door de scheidsrechter.
- Deelnemers starten van het startblok, ook als ze de rugslag zwemmen;
- De zwemslagen hoeven niet aan de regels te voldoen;
- Tijdens de baan mag er op de bodem worden gestaan, mits hierop niet wordt gelopen of hiervan afgezet wordt;
- Na start of keerpunt dient ten hoogste na 15 meter een deel van het hoofd het wateroppervlak te doorbreken;
- Het keerpunt dient met enig lichaamsdeel te worden aangeraakt.

## Vrije slag in wedstrijdverband
Van alle slagen kent de vrije slag verreweg de meeste wedstrijdonderdelen:
- 50 meter vrije slag
- 100 meter vrije slag
- 200 meter vrije slag
- 400 meter vrije slag
- 800 meter vrije slag
- 1500 meter vrije slag
- 4x100 meter vrije slag (estafette)
- 4x200 meter vrije slag (estafette)

Bovendien maakt de vrije slag deel uit van:
- 100 meter wisselslag (wordt alleen gezwommen op kortebaan)[2]
- 200 meter wisselslag
- 400 meter wisselslag
- 4x100 meter wisselslag (estafette)
- 4x50 meter wisselslag (estafette)

## Vermaarde vrije-slagzwemmers
- Duke Kahanamoku, Verenigde Staten
- Johnny Weissmuller, Verenigde Staten
- Mark Spitz, Verenigde Staten
- Matt Biondi, Verenigde Staten
- Kieren Perkins, Australië
- Alexander Popov, Rusland
- Ian Thorpe, Australië
- Grant Hackett, Australië
- Pieter van den Hoogenband, Nederland
- Dawn Fraser, Australië
- Kristin Otto, Oost-Duitsland
- Inge de Bruijn, Nederland
- Alain Bernard, Frankrijk
- Michael Phelps, Verenigde Staten
- Sun Yang, China